# Bombus mesomelas
Bombus mesomelas  (лат.) — вид перепончатокрылых рода шмелей (семейства настоящих пчёл), относящийся к подроду Thoracobombus и видовой группе Bombus pomorum.

## Описание
Длиннохоботковый шмель с продолговатой головой чёрного цвета. За исключением головы, покрыт преимущественно желто-коричневыми волосками. Посередине груди овальное пятно из чёрных волосков. Первый, третий, четвертый, пятый и шестой сегменты брюшка покрыты рыжими волосками, а второй сегмент покрыт волосками цвета ржавчины. Длина тела фертильных самок колеблется от 20 до 24 мм, у самцов от 14 до 17 мм и рабочих особей от 13 до 15 мм.

## Распространение
Распространён в Палеарктическом регионе. Ареал охватывает территорию Альп, Карпат, Пиренеев и долины высокогорья Апеннин. Этот вид считается вымершим в Германии. Кроме того найден на территории Турции, Армении и Ирана.
На территории Украины этот вид является редким и встречается в степной зоне и лесостепной зоне.

## Биология
Этот вид встречается в основном на солнечных горных склонах. Обычно, гнездится B. mesomelas в заброшенных гнездах грызунов. Шмелиная семья B. mesomelas включает в себя от 50 до 120 особей.